# Nationaal park Evrosdelta
Het Nationaal park Evrosdelta (Grieks: Εθνικό υγροτοπικό Πάρκο Δέλτα Έβρου, Ethnikó ugrotopikó Párko Délta Évrou) is een nationaal park aan de monding van de Evros in Griekenland. Het nationaal park is ongeveer 200 000 hectare groot en werd opgericht in 2007. Het park is beschermd Natura 2000-gebied van de Europese Unie en valt onder de Conventie van Ramsar. 
In de lagunes en moerassen van het park bloeien meer dan 300 planten en bomen, waaronder populier, wilg, iris, waterlelie, orchidee, kweekgras, zeekraal. In het park leven ongeveer 40 soorten zoogdieren, waaronder vos, das, wezel, soeslik, wilde kat, everzwijn, otter. Verder komen er 28 soorten reptielen en amfibieën voor (waterslang, Kaspische beekschildpad, kikker,...). In het water in en rond de delta leven bovendien 46 soorten vis (karper, esox, echte meervallen, paling, brasem, zeetong).
Het nationaal park ligt op een belangrijke trekvogelroute; in de lente vormt de Evrosdelta een stopplaats voor zwaluw, plevier, stern, steltkluut, ooievaar, zwarte ooievaar, pelikaan... Duizenden watervogels overwinteren bovendien in de Evrosdelta. In het park leven onder andere kleine zwaan, knobbelzwaan, wilde zwaan, taling, smient, wilde eend, kolgans, grauwe gans, roodhalsgans, clanga, buizerd, blauwe kiekendief, bruine kiekendief, zeearend, keizerarend.

## Afbeeldingen

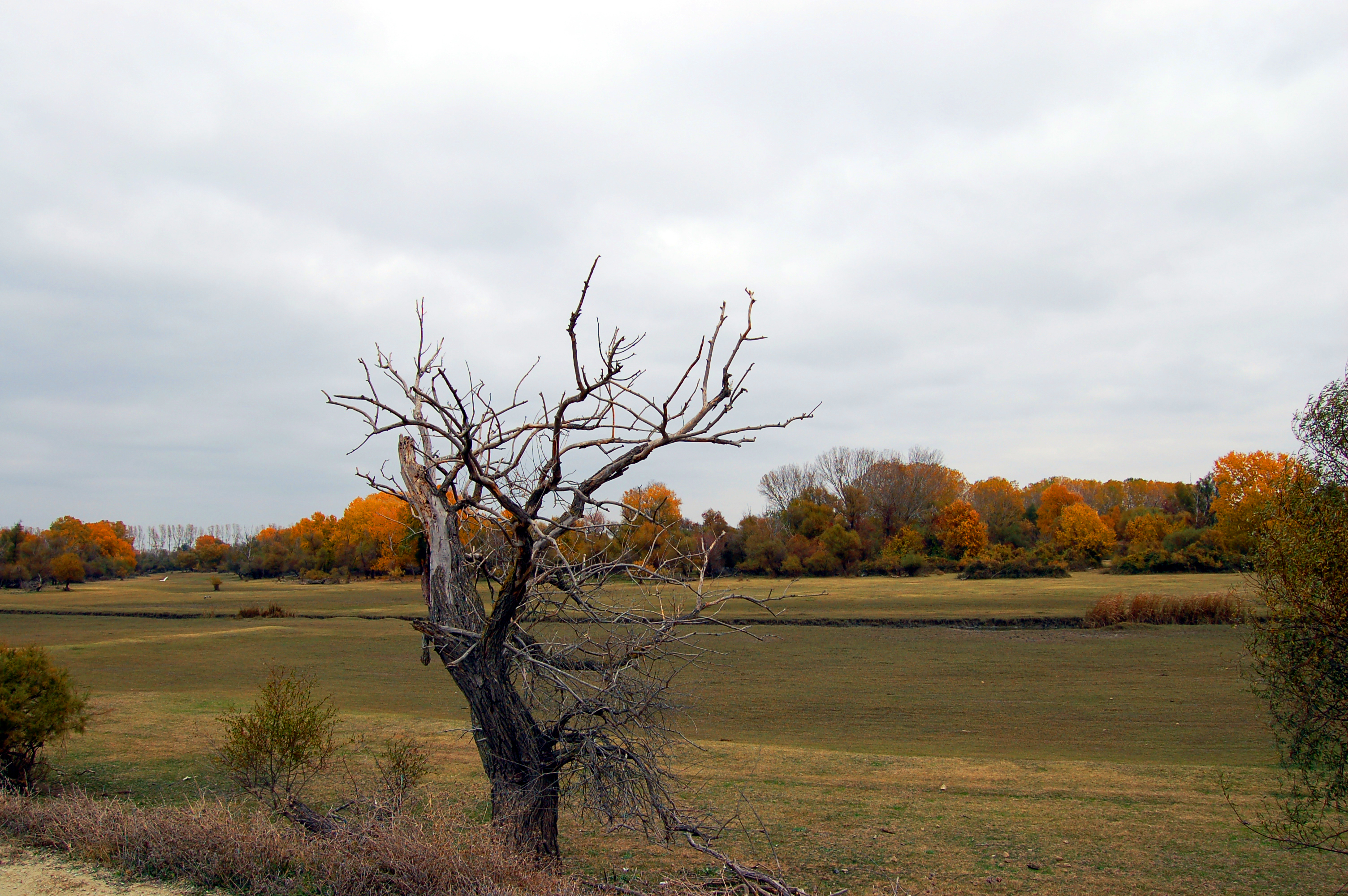
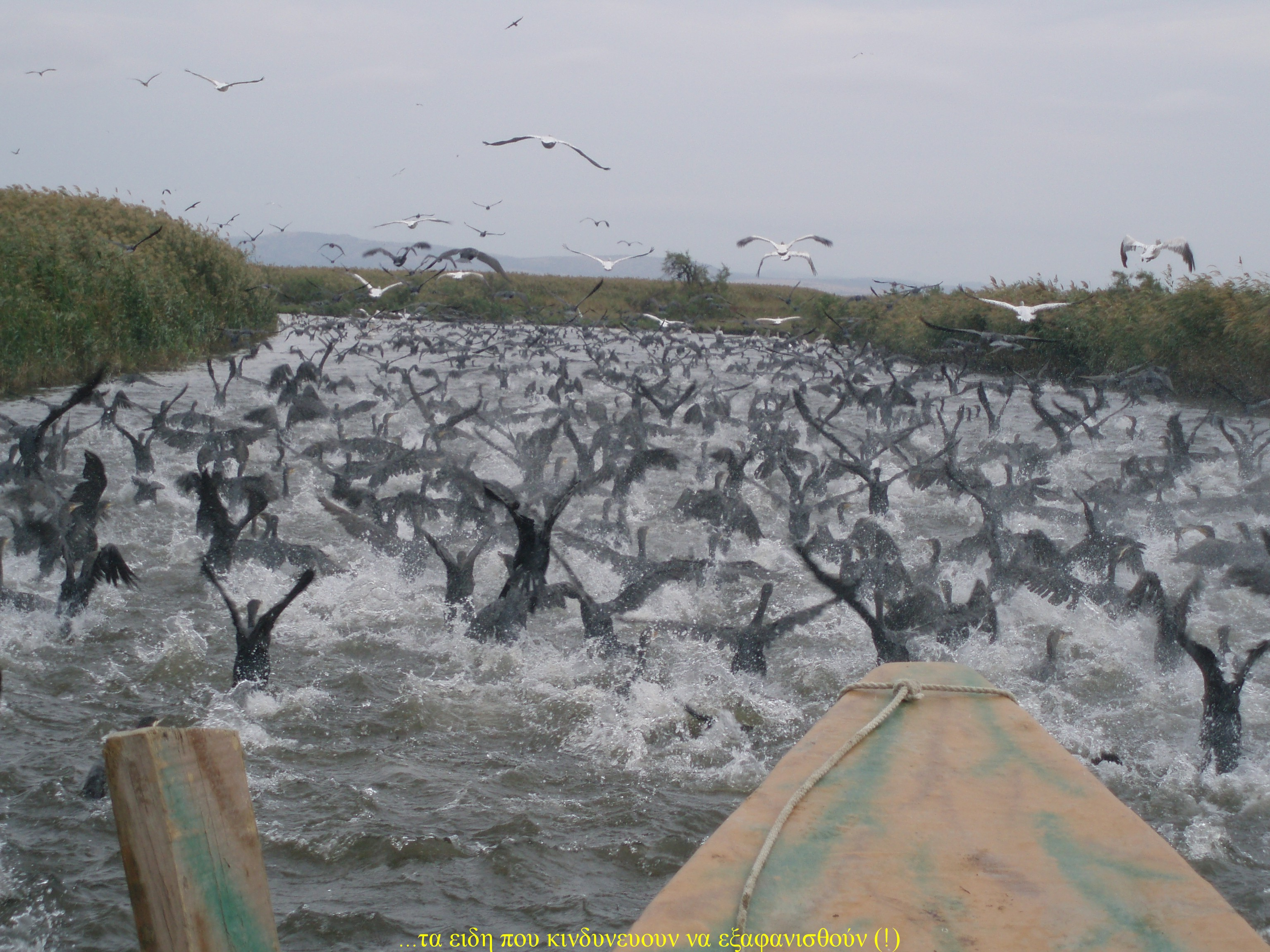
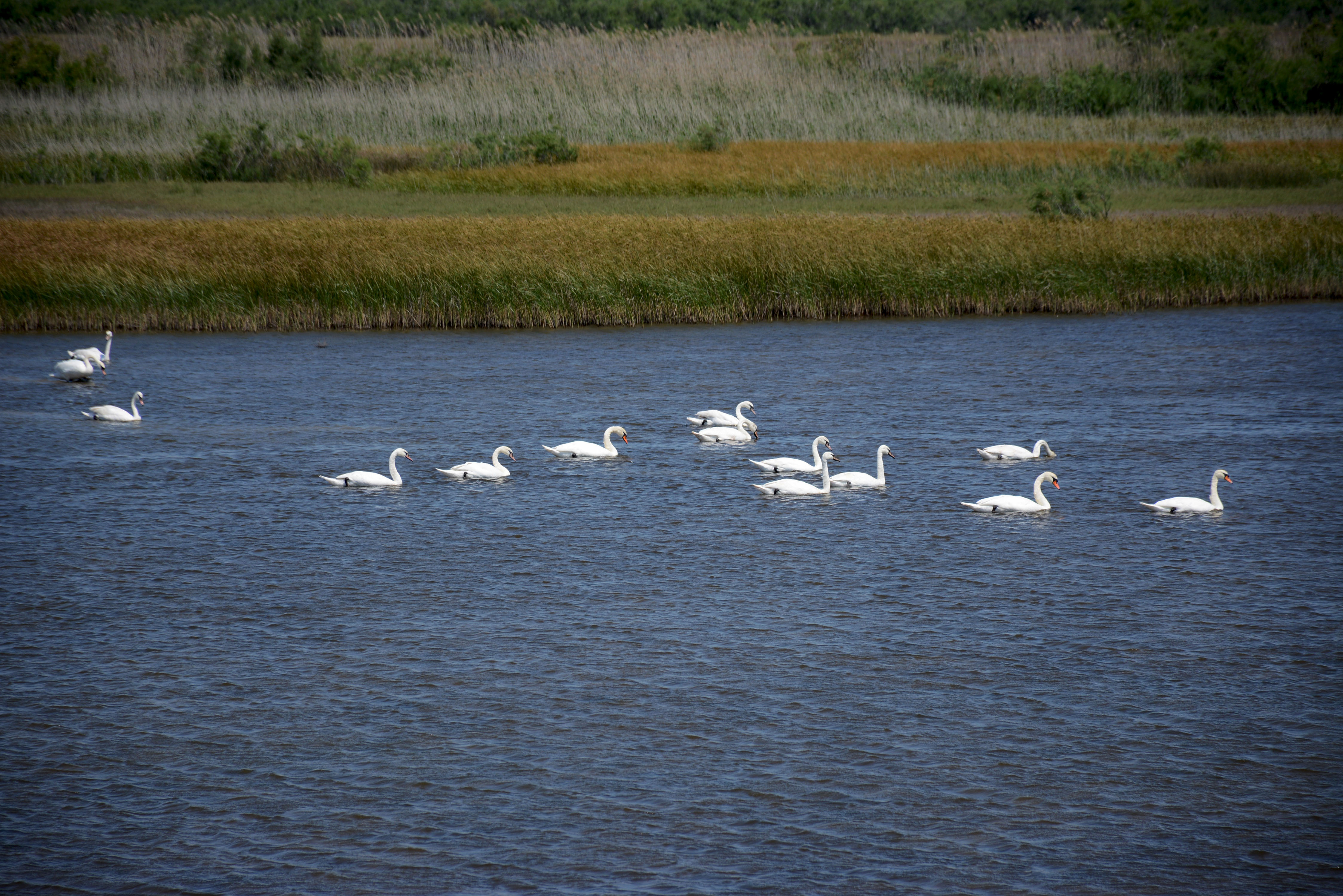
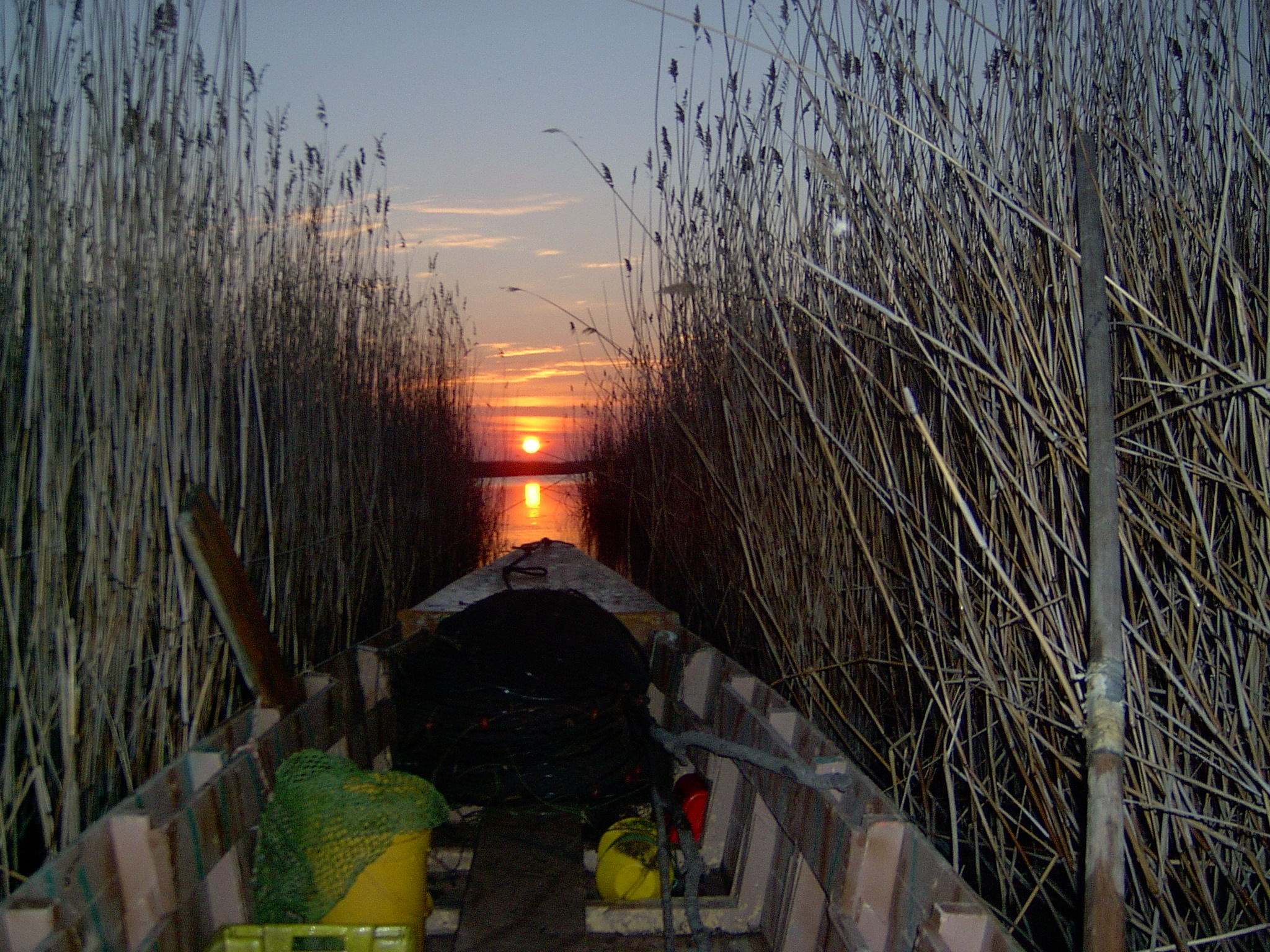
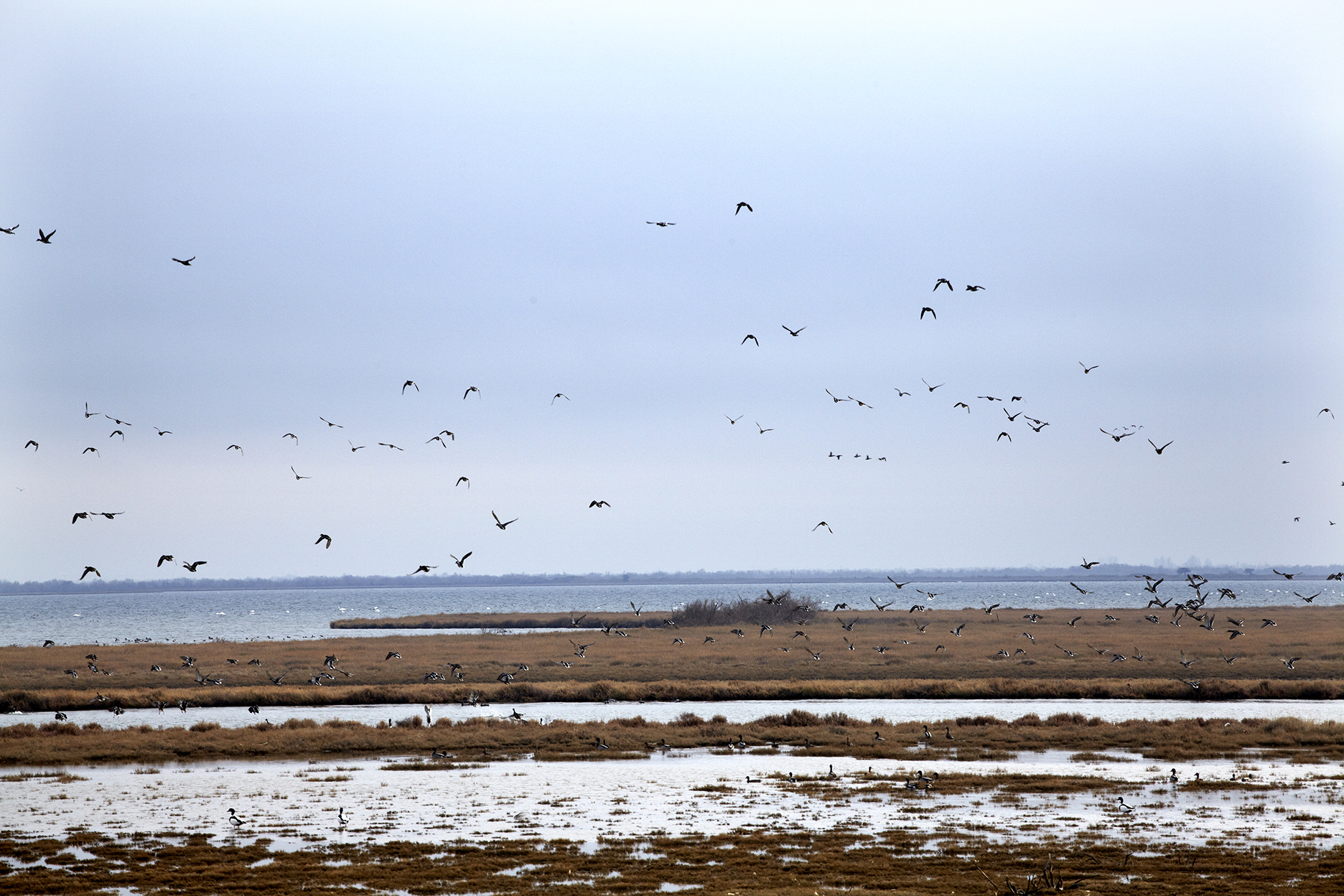